# Ябец
Ябец (нем. Jaebetz) — коммуна в Германии, в земле Мекленбург — Передняя Померания.
Входит в состав района Мюриц. Подчиняется управлению Рёбель-Мюриц. Население составляет 173 человека (на 31 декабря 2006 года). Занимает площадь 13,02 км². Официальный код — 13 0 56 025. C 1 января 2010 года входит в состав коммуны Финкен.